# هارولد بينيت
هارولد بينيت (بالإنجليزية: Harold Bennett)‏ هو لاعب كرة قدم أسترالية أسترالي، ولد في 9 يونيو 1891 في Heathcote, Victoria ‏ في أستراليا، وتوفي في 9 يوليو 1964 في فيتزوري ‏ في أستراليا.

## وصلات خارجية
- هارولد بينيت على موقع AustralianFootball.com (الإنجليزية)
- هارولد بينيت على موقع AFLtables.com (الإنجليزية)